# Berlinale 2008
La Berlinale 2008, 58e édition du festival international du film de Berlin (58. Internationalen Filmfestspiele Berlin), s'est tenue du 7 au 17 février 2008.

## Déroulement et faits marquants
C'est le film Troupe d'élite (Tropa de Elite) de José Padilha qui remporte l'Ours d'or. Le documentaire Standard Operating Procedure d'Errol Morris remporte le  Grand prix du jury.

## Jury
- Costa-Gavras (France) - président du jury
- Uli Hanisch (Allemagne)
- Diane Kruger (Allemagne)
- Walter Murch (États-Unis)
- Shu Qi (Taiwan)
- Alexandre Rodnianski (Russie)

L'actrice française Sandrine Bonnaire et la réalisatrice danoise Susanne Bier ont annulé leurs participations, respectivement pour raisons familiales et pour raisons professionnelles. Bier sera membre du jury lors de la Berlinale 2013.

## Sélections

### Compétition
La sélection officielle en compétition se compose de 21 films.
- Ballast de Lance Hammer (États-Unis)
- Be Happy (Happy-Go-Lucky) de Mike Leigh (Royaume-Uni)
- Caos calmo de Antonello Grimaldi (Italie, Royaume-Uni)
- Le Chant des moineaux (Âvâz-e gonjeshk-hâ) de Majid Majidi (Iran)
- Cherry Blossoms (Kirschblüten – Hanami) de Doris Dörrie (Allemagne)
- Dans la nuit (Restless) de Amos Kollek (Israël, Allemagne)
- Une famille chinoise (Zuo you) de Wang Xiaoshuai
- Feuerherz de Luigi Farloni (Allemagne)
- Gardens of the Night de Damian Harris (États-Unis, Royaume-Uni)
- Il y a longtemps que je t'aime de Philippe Claudel (France)
- Julia de Érick Zonca (France)
- Kabei, notre mère (Kābē) de Yōji Yamada (Japon)
- Lady Jane de Robert Guédiguian (France)
- Lake Tahoe de Fernando Eimbcke (Mexique)
- Lovers (Elegy) de Isabel Coixet (États-Unis)
- Musta jää de Petri Kotwica (Finlande)
- Night and Day (Bam gua nat) de Hong Sang-soo (Corée du Sud)
- Sparrow (Man jeuk) de Johnnie To (Hong Kong)
- Standard Operating Procedure de Errol Morris (États-Unis)
- There Will Be Blood de Paul Thomas Anderson (États-Unis)
- Troupe d'élite (Tropa de Elite) de José Padilha (Brésil)

### Hors compétition
5 films sont présentés hors compétition.
- Soyez sympas, rembobinez (Be Kind Rewind) de Michel Gondry (États-Unis)
- Fireflies in the Garden de Dennis Lee (États-Unis)
- Katyń (Post mortem. Opowiesc katynska) d'Andrzej Wajda (Pologne)
- Shine a Light de Martin Scorsese
- Deux Sœurs pour un roi (The Other Boleyn Girl) de Justin Chadwick

## Palmarès
- Ours d'or : Troupe d'élite (Tropa de Elite) de José Padilha
- Ours d'or d'honneur pour Francesco Rosi
- Ours d'argent (Grand prix du jury) : Standard Operating Procedure d'Errol Morris
- Ours d'argent du meilleur acteur : Mohammad Amir Naji pour Avaze gonjeshk-ha
- Ours d'argent de la meilleure actrice : Sally Hawkins pour Be Happy (Happy-Go-Lucky)
- Ours d'argent du meilleur réalisateur : Paul Thomas Anderson pour There Will Be Blood
- Ours d'argent du meilleur scénario : Wang Xiaoshuai pour Une femme chinoise (Zuo you)

- Caméra de la Berlinale : Karlheinz Böhm et Otto Sander